# شان استریکلند
شان استریکلند (انگلیسی: Sean Strickland؛ زادهٔ ۲۷ فوریهٔ ۱۹۹۱) ورزشکار هنرهای رزمی ترکیبی اهل ایالات متحده آمریکا است. وی از سال ۲۰۰۸ میلادی تاکنون مشغول فعالیت بوده‌است.
استریکلند یک رزمی‌کار ترکیبی حرفه‌ای آمریکایی است. او در حال حاضر در بخش میان‌وزن مسابقات قهرمانی مبارزه نهایی (یواف‌سی) رقابت می‌کند، جایی که او قهرمان سابق میان‌وزن یواف‌سی است. او که از سال ۲۰۰۸ به صورت حرفه‌ای فعالیت می‌کند، قهرمان سابق میان‌وزن مسابقات پادشاه قفس (King of the Cage) است. در ۱۱ فوریه ۲۰۲۵، او در رتبه‌بندی میان‌وزن یواف‌سی در رتبه دوم قرار دارد.